# 17217 Pollner
17217 Pollner è un asteroide della fascia principale. Scoperto nel 2000, presenta un'orbita caratterizzata da un semiasse maggiore pari a 2,584075 UA e da un'eccentricità di 0,161091, inclinata di 11,673304° rispetto all'eclittica. Ha un diametro di 3,748 km e un periodo di rotazione di 8,072 ore.